# Фоймогубское общество
Фоймогубское общество — сельское общество, входившее в состав Толвуйской волости Петрозаводского уезда Олонецкой губернии.

## Общие сведения
Волостное правление располагалось в селении Толвуйский погост.
В настоящее время территория общества относится к Великогубскому и Шуньгскому сельским поселениям Медвежьегорского района Республики Карелия.

## Населённые пункты
Согласно «Спискам населённых мест Олонецкой губернии» по переписям за 1873 и 1905 годы общество состояло из следующих населённых пунктов:
| №  | Населённый пункт                                                                | Расстояние до волостного правления в вёрстах | По переписи 1873 года | По переписи 1873 года | По переписи 1905 года | По переписи 1905 года |
| №  | Населённый пункт                                                                | Расстояние до волостного правления в вёрстах | Количество семей      | Всего жителей         | Количество семей      | Всего жителей         |
| -- | ------------------------------------------------------------------------------- | -------------------------------------------- | --------------------- | --------------------- | --------------------- | --------------------- |
|    | Коровникова, в списках 1873 года включает Большую и Малую                       | 8                                            | 15                    | 119                   |                       |                       |
| 1  | Коровникова большая                                                             | 8                                            |                       |                       | 12                    | 93                    |
| 2  | Коровникова меньшая                                                             | 8                                            |                       |                       | 9                     | 40                    |
|    | Онежана, в списках 1873 года включает Онежану Пучкову и Онежану Часовенскую     | 8                                            | 28                    | 184                   |                       |                       |
| 3  | Онежан-Тучкова                                                                  | 8                                            |                       |                       | 12                    | 102                   |
| 4  | Онежаны-погосткая                                                               | 8                                            |                       |                       | 22                    | 138                   |
| 5  | Коровина                                                                        | 7                                            |                       |                       | 1                     | 6                     |
| 6  | Мустова, в списках 1873 года включает Мустовскую, Калитинскую и Некрасовскую    | 7                                            | 11                    | 96                    | 8                     | 58                    |
| 7  | Калитинская                                                                     | 7                                            |                       |                       | 10                    | 55                    |
| 8  | Ботвинская, в списках 1873 года — Ботвинская-Блиновская                         | 7                                            | 15                    | 95                    | 10                    | 64                    |
| 9  | Блиновская                                                                      | 7                                            |                       |                       | 4                     | 24                    |
| 10 | Тявзия, в списках 1873 года — Тявзия-Пески                                      | 8                                            | 22                    | 168                   | 25                    | 218                   |
| 11 | Пески                                                                           | 9                                            |                       |                       | 5                     | 42                    |
| 12 | Максова-Лядина                                                                  | 10                                           |                       |                       | 1                     | 7                     |
| 13 | Северная                                                                        | 15                                           | 6                     | 46                    | 7                     | 47                    |
|    | Фоймогубский погост                                                             | 15                                           | 28                    | 199                   |                       |                       |
| 14 | Погостская-Кярзина                                                              | 15                                           |                       |                       | 13                    | 74                    |
| 15 | Погостская-Патрова                                                              | 15                                           |                       |                       | 23                    | 157                   |
| 16 | Загорье                                                                         | 16                                           |                       |                       | 2                     | 13                    |
| 17 | Спировка (Сперовка), в списках 1873 года включает Митину, Андреевку и Паковскую | 16                                           | 19                    | 156                   | 11                    | 85                    |
| 18 | Митина                                                                          | 16                                           |                       |                       | 5                     | 32                    |
| 19 | Андреевка                                                                       | 16                                           |                       |                       | 7                     | 26                    |
| 20 | Пековка                                                                         | 16                                           |                       |                       | 1                     | 11                    |
| 21 | Харлова                                                                         | 17                                           | 29                    | 200                   | 28                    | 223                   |
| 22 | Шильта, в списках 1873 года включает Иголынискую и Чурсельгу                    | 20                                           | 8                     | 83                    | 14                    | 123                   |
| 23 | Новая Шильта                                                                    | 20                                           |                       |                       | 2                     | 18                    |
| 24 | Чудсельга                                                                       | 18                                           |                       |                       | 1                     | 10                    |
| 25 | Палтега                                                                         | 17                                           | 11                    | 78                    | 17                    | 95                    |
| 26 | Якорь-Лядина                                                                    | 18                                           | 3                     | 39                    | 8                     | 37                    |
| 27 | Великая-нива                                                                    | 20                                           | 13                    | 123                   | 20                    | 131                   |
| 28 | Урябовская                                                                      | 25                                           |                       |                       | 2                     | 13                    |
| 29 | Ухмель-озеро (У Хмелеозера)                                                     | 24                                           | 3                     | 22                    | 4                     | 15                    |
| 30 | Крохинская (Крохино)                                                            | 20                                           | 7                     | 60                    | 11                    | 72                    |
| 31 | Пороги                                                                          | 20                                           | 2                     | 34                    | 7                     | 24                    |
| 32 | Щелейки                                                                         | 23                                           | 5                     | 31                    | 6                     | 29                    |
| 33 | Керака (Кераки)                                                                 | 24                                           | 8                     | 76                    | 14                    | 78                    |
| 34 | Путилово                                                                        | 22                                           |                       |                       | 2                     | 5                     |
| 35 | Шадрово (Шадровщина)                                                            | 23                                           | 1                     | 10                    | 4                     | 19                    |
| 36 | Меж-озерье                                                                      | 25                                           | 1                     | 12                    | 3                     | 18                    |

## Религия
За православной общиной на территории общества — Фоймогубским приходом Повенецкого благочиния (по другим данным — Петрозаводского благочиния) — числились следующие культовые постройки:
- Церковь Успения Пресвятой Богородицы в Фоймогубе — деревянная постройка 1853—1855 годов, сгорела в 1937 году.
- Часовня преподобных Зосимы и Савватия и святителя Василия Великого в Ботвинщине — деревянная постройка 1914 года, не сохранилась.
- Часовня Святого Алексия, человека Божьего и иконы Казанской Божьей Матери в Тявзии — деревянная постройка 1790 года, первоначально относилась к Толвуйскому приходу, не сохранилась.
- Часовня иконы Казанской Божьей Матери в Песках — деревянная постройка 1894 года, не сохранилась.
- Часовня Святого Власия Севастийского и святителя Модеста, патриарха Иерусалимского в Харлове — деревянная постройка второй половины XVIII века, не сохранилась.
- Часовня преподобного Макария Унженского и святителя Филиппа Московского в Большой Шильте — деревянная постройка 1853 года, не сохранилась.
- Часовня преподобного Варлаама Хутынского в Палтеге — деревянная постройка второй половины XVIII века, не сохранилась.
- Часовня Святых Константина и Елены в Крохине — деревянная постройка около 1884 года, не сохранилась.
- Часовня иконы Божьей Матери «Всех скорбящих радость» в Кераке — деревянная постройка 1912 года, не сохранилась.

- Церковь Преображения и Михаила Архангела в Великой Ниве — деревянная постройка 1911 года. В 1915 году был открыт отдельный Великонивский приход[6]. Не сохранилась[5].

В Онеженском кусте деревень имелся свой Онеженский (Онежанский) приход Повенецкого благочиния с церковью великомученицы Параскевы постройки 1831 года.  Объект культурного наследия № 1000455000.